# Pilatusbahn
|                                                                                                 |      | Alpnachstad (See) Schifflände Vierwaldstättersee        |                                                         |
| Bahnhof quer                                                                                    |      | Alpnachstad ZB von Luzern nach Interlaken               | Alpnachstad ZB von Luzern nach Interlaken               |
| Kopfbahnhof Streckenanfang                                                                      | 0,00 | Alpnachstad PB                                          | 440 m ü. M.                                             |
| Abzweig geradeaus und von links · Betriebs-/Güterbahnhof Streckenende und quer                  |      | Depot                                                   | Depot                                                   |
| Blockstelle                                                                                     | 1,11 | Wolfort                                                 | 875 m ü. M.                                             |
| Strecke nach links · Strecke von rechts (im Tunnel)                                             |      | Unterer Wolfort (29 m), Wolfort (44 m)                  | Unterer Wolfort (29 m), Wolfort (44 m)                  |
|                                                                                                 |      |                                                         |                                                         |
| Strecke von links und Tunnelende · Strecke geradeaus und quer (im Tunnel) · Strecke nach rechts |      | Oberer Wolfort (22 m) Unterer Spycher (47 m)            | Oberer Wolfort (22 m) Unterer Spycher (47 m)            |
|                                                                                                 |      |                                                         |                                                         |
| Strecke nach links (im Tunnel) · Strecke von rechts                                             |      | Oberer Spycher (97 m)                                   | Oberer Spycher (97 m)                                   |
| Bahnhof                                                                                         | 2,07 | Aemsigen Mittelstation, Ausweiche                       | 1355 m ü. M.                                            |
| Blockstelle                                                                                     | 3,06 | Mattalp                                                 | 1603 m ü. M.                                            |
| Strecke von links (im Tunnel) · Strecke nach rechts                                             |      | Esel I Rosegg (42 m)                                    | Esel I Rosegg (42 m)                                    |
|                                                                                                 |      |                                                         |                                                         |
| Strecke nach links (im Tunnel) · Strecke von rechts (im Tunnel)                                 |      | Esel II Eselwand (52 m) Esel III unterer Fleimen (43 m) | Esel II Eselwand (52 m) Esel III unterer Fleimen (43 m) |
|                                                                                                 |      |                                                         |                                                         |
|                                                                                                 |      |                                                         |                                                         |
| Strecke von links · Strecke nach rechts (im Tunnel)                                             |      | Esel IV oberer Fleimen (9 m)                            | Esel IV oberer Fleimen (9 m)                            |
|                                                                                                 |      |                                                         |                                                         |
| Kopfbahnhof Streckenende                                                                        | 4,27 | Pilatus Kulm                                            | 2073 m ü. M.                                            |
|                                                                                                 |      | Anschluss Luftseilbahnen Kriens-Krienseregg-Fräkmüntegg |                                                         |
|                                                                                                 |      | Pilatus                                                 | 2128 m ü. M.                                            |
|                                                                                                 |      |                                                         |                                                         |
| Quellen:                                                                                        |      |                                                         |                                                         |

|             |  |  |  |
| 1. 2. 3. 4. |  |  |  |

Die Pilatusbahn ist eine Zahnradbahn in der Schweiz und die weltweit steilste ihrer Art. Sie führt von Alpnachstad auf den Pilatus und wird durch die Pilatus-Bahnen AG betrieben.

## Streckenbeschreibung

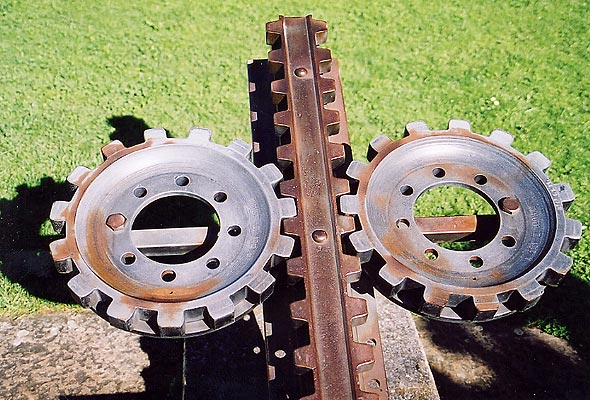
Zahnradsystem Locher der Pilatusbahn. Die gegenüberliegenden Zahnräder verhindern ein seitliches Aufklettern. Sicherungsscheiben unter den Zahnrädern verhindern das Aufsteigen nach oben.

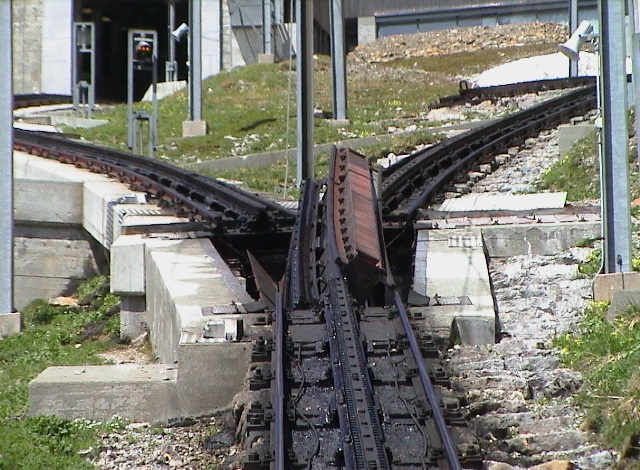
Pilatusbahn: Gleiswender in der Nähe der Bergstation

Die Bahn fährt auf einer 4,618 km langen Schmalspurstrecke (Spurweite 800 mm) und überwindet eine Höhendifferenz von 1635 m. Es finden sich auch Längenangaben von 4,27 Kilometer, was sich auf das Längenmass der Basis beziehen wird, wie sie bei Vermessungen üblich ist. Die maximale Steigung von 48 % macht sie zur steilsten Zahnradbahn der Welt. Da bei dieser Steigung bei herkömmlichen Zahnstangen mit vertikalem Eingriff die Gefahr des Aufkletterns des Zahnrades aus der Zahnstange besteht, entwickelte Eduard Locher speziell für diese Bahn eine Zahnstange mit seitlichem Eingriff (Zahnradsystem Locher). Wegen dieser Zahnstange ist die Verwendung herkömmlicher Weichen nicht möglich – stattdessen werden Schiebebühnen und Gleiswender verwendet. Eine Besonderheit stellen auch die Spurkränze der Fahrzeuge dar, die an den Schienenaussenseiten entlang rollen.
Die Mittelstation und Ausweiche Ämsigen wurde mit dem Sommerfahrplan 2006 zu einer auch für Touristen regulär nutzbaren Haltestelle hochgestuft.

## Betrieb seit 2023
Die Pilatusbahn wird von Mai bis November betrieben. Es stehen 8 Triebwagen Bhe 2/2 der Baujahre 2022 bis 2023 in Betrieb, die in Doppeltraktion verkehren. In Alpnachstad besteht Anschluss an die Züge der Zentralbahn wie auch an den Schiffsverkehr von Luzern her.
Die Fahrgeschwindigkeit der Pilatusbahn beträgt bergwärts bis 15 km/h und talwärts maximal 12 km/h. Daraus resultiert eine Fahrzeit bergwärts von 20 Minuten und talwärts von 30 Minuten. Die maximale Transportleistung liegt bei 376 Personen pro Stunde. Ein Betrieb im 30-Minuten-Takt ist angestrebt, für das Fahrplanjahr 2023 ist aber ein 35-Minuten-Takt veröffentlicht.
Die Zugfahrten beginnen in der Talstation in Alpnachstad, wo zwei Bahnsteiggleise zur Verfügung stehen. Die Kreuzungen der gleichzeitig tal- und bergwärts fahrenden Zugskompositionen finden in der Mittelstation Ämsigen statt. Dort nehmen die zwei Gleise bis zu fünf Triebwagen auf. Die Station Pilatus Kulm bietet auf den Gleisen 3 und 4 Platz für je eine Doppeltraktion.
Ausser dem Transport von Touristen zum Pilatus Kulm dient die Bahn auch der Materialversorgung der Hotels und der Mattalp. Dazu steht ein elektrischer Gütertriebwagen zur Verfügung, der in Pilatus Kulm auf dem Gleis 1 be- und entladen wird.
Der Betrieb der gesamten Strecke wird von Alpnachstad aus von einem Fahrdienstleiter geleitet. Das Zugsicherungssystem überwacht die Höchstgeschwindigkeit, die korrekte Stellung der Gleiswender wie auch den Abstand zu anderen Fahrzeugen.
Zwei Altbautriebwagen Bhe 1/2 von 1937 sind betriebsfähig erhalten. Sie sind aufgrund geringerer Geschwindigkeit und fehlender Ausrüstung für die Zugsicherung nur ausserhalb des fahrplanmässigen Betriebes einsetzbar.
Als Fahrzeug für Bauarbeiten und Schneeräumung steht der dieselelektrische Xhm 1/2 Nr. 32 (Baujahr 1982) zur Verfügung.

## Betrieb bis 2022
Bis 2022 standen 9 Triebwagen Bhe 1/2 der Baujahre 1937 (Nr. 30: 1967) im Einsatz. Sie verkehrten im Zugverband von bis zu 5 (selten 7) Fahrzeugen im Sichtabstand von mindestens 50 Metern.
Die Fahrgeschwindigkeit betrug bergwärts 9 bis 12 km/h und talwärts maximal 9 km/h. Daraus resultierte eine Fahrzeit bergwärts von 30 Minuten und talwärts von 40 Minuten. Die maximale Transportleistung lag bei 300 Personen pro Stunde.
Der Zu- und Ausstieg in Alpnachstad erfolgte auf dem Hauptgleis, der Bahnsteig war für die Länge von zwei Triebwagen ausgelegt. Weitere Triebwagen standen auf dem Abstellgleis bereit, das Umsetzen auf das Hauptgleis erfolgte über eine Schiebebühne. 
Die Station Pilatus Kulm bot seit 1963 auf den Gleisen 3 und 4 Platz für je zwei Triebwagen, ein fünfter konnte in das Gleis 1 einfahren.
Der Gütertriebwagen konnte ursprünglich durch Austausch des Wagenkastens zum Personentriebwagen umgebaut werden, sodass 10 Triebwagen zur Verfügung standen. Seit August 2022 kann der neue Bhe 2/2 Nr. 41 im Fahrgastbetrieb eingesetzt werden.
Diese Betriebsform hat mit dem letzten öffentlichen Betriebstag der Saison 2022 am 20. November 2022 geendet. Von den Bhe 1/2 Nr. 21–28 sollen zwei betriebsfähig erhalten werden, weitere Fahrzeuge als Ersatzteilspender bzw. als Ausstellungsstücke in Museen.

## Rollmaterial
Mit Stand September 2021 werden 10 Triebwagen Bhe 1/2 für je 40 Personen eingesetzt.
- PB Bhm 1/2 1–11 Dampftriebwagen, alle ausrangiert. Davon sind zwei erhalten geblieben: Wagen 9 steht im Verkehrshaus Luzern, der Wagen 10 kann im Deutschen Museum Verkehrszentrum in München besichtigt werden.
- PB Bhe 1/2 21–30 Elektrische Personentriebwagen der Baujahre 1937, 1960, 1967. Nr. 29 existierte nur als Wagenkasten, er konnte auf das Fahrgestell von Nr. 31 aufgesetzt werden.[8] Die Fahrzeuge werden 2023 durch die Bhe 2/2 vollständig abgelöst werden.
- PB Ohe 1/2 31 Materialtriebwagen (vor 2020 oft mit Wechselaufbau als Bhe 1/2 Nr. 29 unterwegs), im Einsatz bis 2022
- PB Xhm 1/2 32 Diesel-elektrischer Material- und Arbeitstriebwagen
- PB Bhe 2/2 41–48 Neubautriebwagen, acht Fahrzeuge bestellt, davon sechs ausgeliefert (Dezember 2022). Nr. 41 und 42 sind seit August 2022 im Fahrgasteinsatz. Die Auslieferung und Inbetriebnahme wird bis zum Saisonbeginn 2023 abgeschlossen sein.
- PB Xhe 2/2 49 Neubau-Gütertriebwagen, zusammen mit Bhe 2/2 bestellt.

## Geschichte

### Planung

Gütertriebwagen in Alpnachstad zur Zeit des Bahnbaus

Triebwagen um 1889

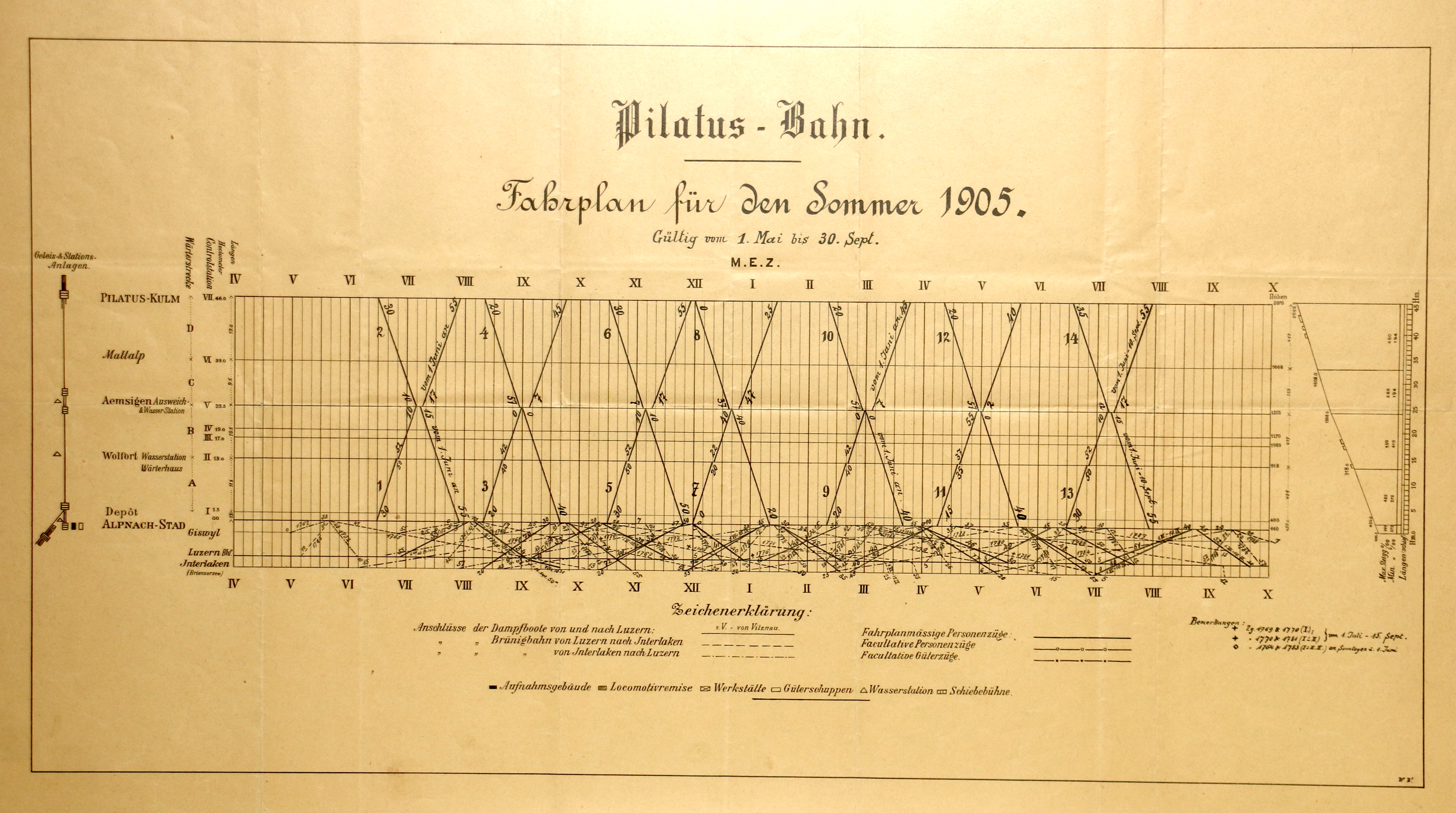
Grafischer Fahrplan der Pilatusbahn Alpnach Stad – Pilatus Kulm von 1905

Pilatusbahn. Blick auf einen Bahnwagen auf dem Wolfort-Viadukt, 1906

In Luzern erweckte der Erfolg der Vitznau-Rigi-Bahn, die anfangs eine Rendite von 15 % ausschüttete, Begehr mit einer Zahnradbahn auf den Hausberg Pilatus zu starten. Ein erstes Konzessionsgesuch wurde von der Kreditanstalt am 22. April 1873 eingereicht. Doch gab es für das ausersehene Trassee von Alpnachstad zum Gipfel das Problem, dass die mit einer Riggenbachschen Zahnstange erreichbaren 25 % Steigung nicht ausreichten. Eduard Locher machte 1885 einen Vorschlag mit sieben Tunneln, schmalerer Gleisanlage und mit tief im Boden befestigten Stahlankern zur Fixierung der Gleise. Dieser Vorschlag ermöglichte eine Steigung von durchschnittlich 38 % und maximal 48 % auf gemauertem Untergrund.

### Bau
Auf der Grundlage dieses Vorschlags konnte eine Realisierung im April 1886 in Angriff genommen werden. Die Strecke wurde in Abschnitten gebaut. Der Bau wurde im Tal begonnen. Auf Fahrgestellen mit Ladepritschen für den Gütertransport wurden die Granitsteine zum jeweils nächsten Bauabschnitt transportiert. Dafür wurden die ersten der bestellten Dampflokomotiven eingesetzt. Damit wurden das Trassee und der Schienenaufbau sowie die Maschinen bereits in der Bauphase unter Last getestet. Die Wagenkästen für den Personenverkehr wurden erst zum Schluss auf die Fahrwerke aufgebaut. Die erste Personenzugfahrt brachte am 17. August 1888 die Mitglieder des Verwaltungsrates der Pilatusbahn AG auf den Berg. Der Dampfwagen Nr. 7 wurde auf der Weltausstellung 1889 in Paris gezeigt.

### Eröffnung
Die Strecke wurde am 4. Juni 1889 eröffnet und die Bahn fuhr im Dampfbetrieb. Dazu wurde ein Triebwagen mit quer zur Fahrtrichtung gelagertem Kessel konstruiert, der von der Schweizerischen Industrie-Gesellschaft gebaut wurde. Das war nötig, damit Brennstoff und Wasser trotz unterschiedlicher Steigung weitgehend stabil bleiben. Man hatte zunächst ausgehend von gezählten 3000 Bergsteigern jährlich Beförderungskapazitäten für 288 Personen pro Fahrt geschaffen und konnte in den ersten zehn Jahren durchschnittlich 34'400 Personen zum Berghotel befördern. Der Erfolg der Pilatusbahn drückte sich in den ersten Betriebsjahren durch eine Dividende von 7 % auf das Gesellschaftskapital aus. Das brachte dem über ein Jahrzehnt stockenden Bau weiterer Bergbahnen neuen Auftrieb. So konnten etwa Adolf Guyer-Zeller und Eduard Locher das Projekt der Jungfraubahn realisieren. Aus der Anfangszeit der Pilatusbahn ist der Triebwagen Nummer 10 im Deutschen Museum in München erhalten.

### Elektrifizierung
Waren zu Betriebsbeginn die Triebwagen noch zu schwach motorisiert, so konnten 50 Jahre später elektrische Triebwagen die geforderte Leistung erbringen. 1936 erhielt die Bahn eine Fahrleitung und neue rote Triebwagen. Nach der Umstellung auf den elektrischen Antrieb wurde die Bahn am 15. Mai 1937 wieder eröffnet.

### Modernisierung 2023

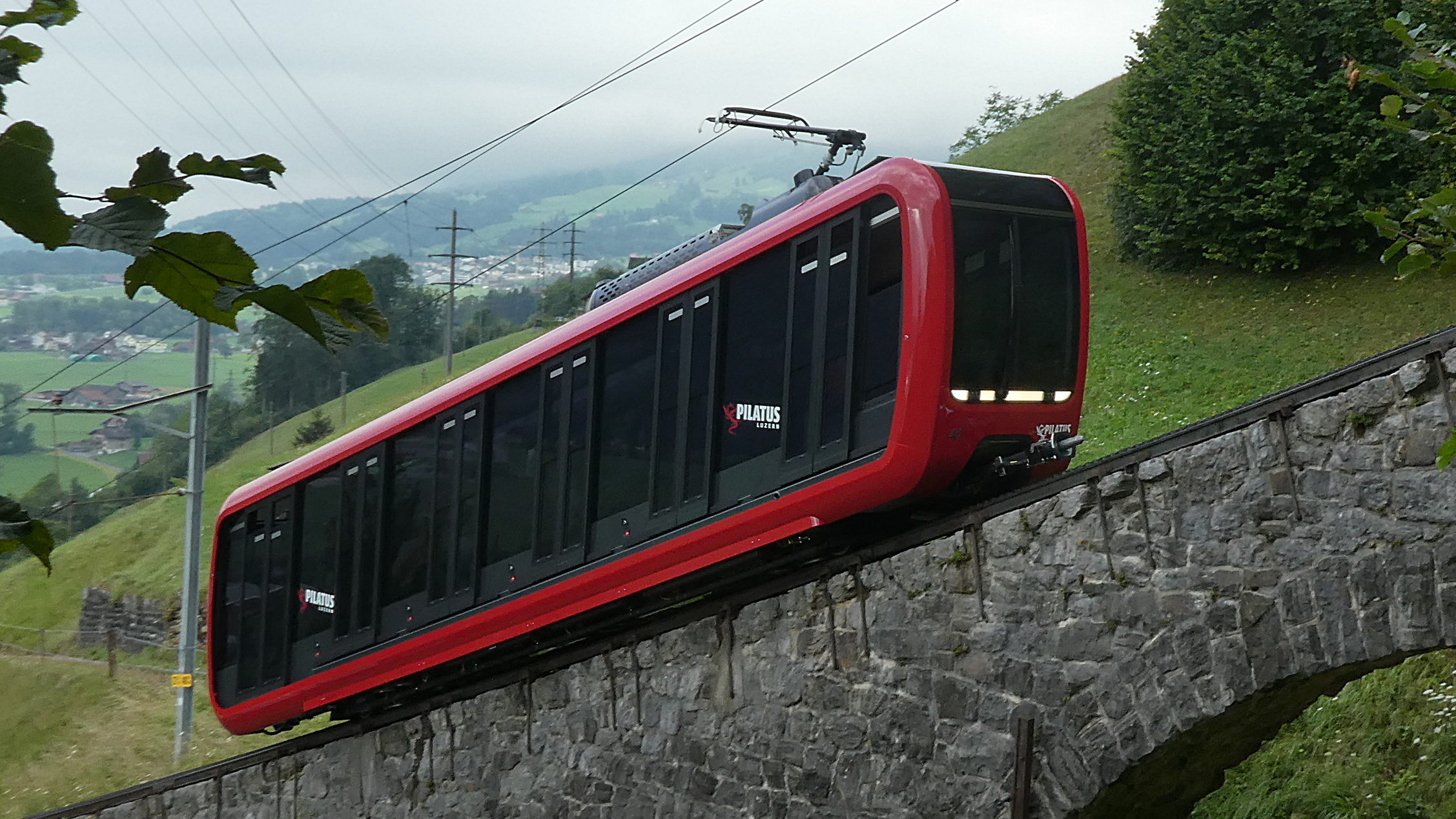
Triebwagen Bhe 2/2

Seit 2020 wird an einer Modernisierung der Pilatusbahn gearbeitet. Im Kern geht es um den Ersatz des über 80 Jahre alten Fahrzeugmaterials durch acht Neubautriebwagen Bhe 2/2, die in Doppeltraktion verkehren können. Die neuen Fahrzeuge werden schneller fahren als die alten (15 km/h bergwärts, 12 km/h talwärts, bisher 12 bzw. 9 km/h) und mehr Sitzplätze bieten (46 statt 40). Ausserdem werden sie bei Talfahrt Strom in die Fahrleitung zurück speisen können (Rekuperation), es wird damit von einer Stromeinsparung von bis zu 30 % ausgegangen. Die Stationen Alpnachstad und Ämsigen werden umgebaut, sie erhalten Zugänge an beiden Aussenseiten, sodass der Ein- und Ausstieg schneller und sicherer erfolgen kann. In der Talstation Alpnachstad werden die bisherigen Schiebebühnen durch Gleiswender ersetzt. Alle Massnahmen zusammen sollen es dann ermöglichen, einen 30-Minuten-Takt einzuführen (bisher 40 Minuten). Der Betrieb wird dann von Alpnachstad aus zentral gesteuert. Auch ein neuer Gütertriebwagen Xhe 2/2 ist bestellt worden.
Die Arbeiten in der Talstation Alpnachstad haben 2020 begonnen. Ein erster neuer Triebwagen Bhe 2/2 Nr. 41 wurde im Sommer 2021 angeliefert und befindet sich seit August 2022 im Betriebseinsatz. Bhe 2/2 Nr. 42 ist seit Ende August 2022 ebenfalls im fahrplanmässigen Einsatz.
Die vollständige Betriebsaufnahme nach der Modernisierung erfolgte mit dem Saisonbeginn anfangs Juni 2023.

## Unfälle
Am 20. April 1970 um 10.15 Uhr wurden bei den Schneeräumungsarbeiten (dem sogenannten «Schneebruch») 20 Arbeiter auf dem Bahntrassee der Zahnradbahn von der «Heumattli-Lawine» überrascht. Zwölf dieser Männer waren Angestellte der Pilatus-Bahnen, die übrigen acht waren spanische Gastarbeiter einer Obwaldner Baufirma. Die Unfallstelle befand sich rund 500 Meter oberhalb der Kreuzungsstation Ämsigen. Eine Gruppe von sieben Arbeitern wurde direkt von der gewaltigen Lawine erfasst. Drei der verschütteten Männer – zwei Einheimische und ein spanischer Gastarbeiter – konnten von den herbeieilenden Kollegen schnell aus dem Schnee befreit werden; einer war schwer und zwei mittelschwer verletzt. Drei weitere Männer der Gruppe wurden von den gegen Mittag eintreffenden Rettungstruppen mit zwei Suchhunden lokalisiert, konnten aber nur noch tot geborgen werden. Der vierte tödlich Verunfallte, der für die Schneeräumung verantwortliche Bahnmeister, wurde erst am 2. Juni aufgefunden. Drei der vier tödlich verunglückten Männer waren Einheimische und langjährige Mitarbeiter der Pilatus-Bahnen. Der vierte war ein 19-jähriger Spanier aus der Provinz Zamora.
Ebenfalls 1970 hatte zuvor Ende Februar ein Maschinist der Seilbahn beim Schneefräsen auf Pilatus-Kulm bei einem Unfall sein Leben verloren.

## Kultur- und technikgeschichtliche Bedeutung
Die Pilatusbahn mit Talstation wird im Schweizerischen Inventar der Kulturgüter von nationaler und regionaler Bedeutung als Kulturgut von nationaler Bedeutung geführt.
Im Jahr 2001 stufte die American Society of Mechanical Engineers die Pilatusbahn als Historic Mechanical Engineering Landmark ein.

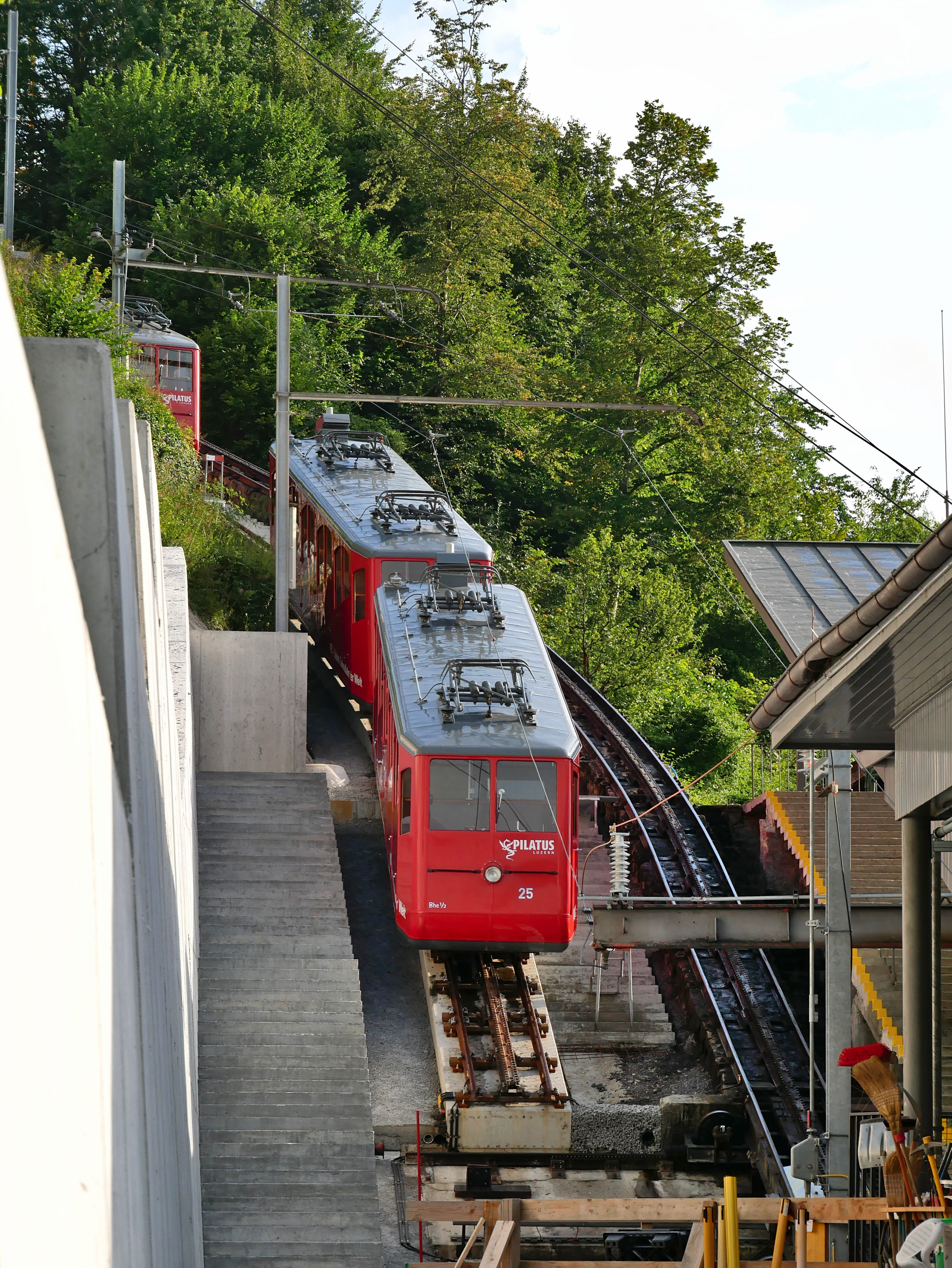
Zwei Triebwagen Bhe 1/2 in der Talstation Alpnachstad
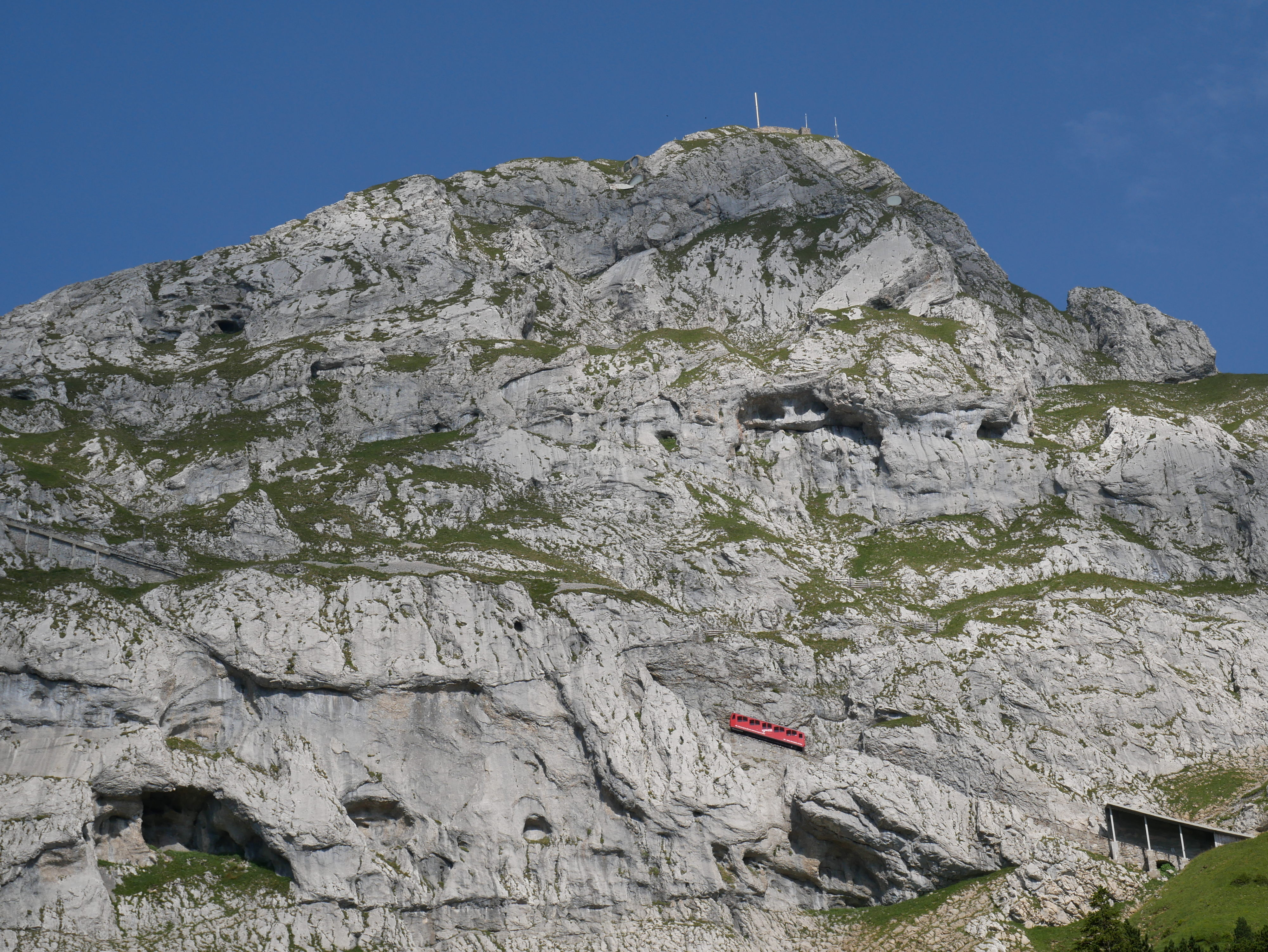
Triebwagen in der Eselwand
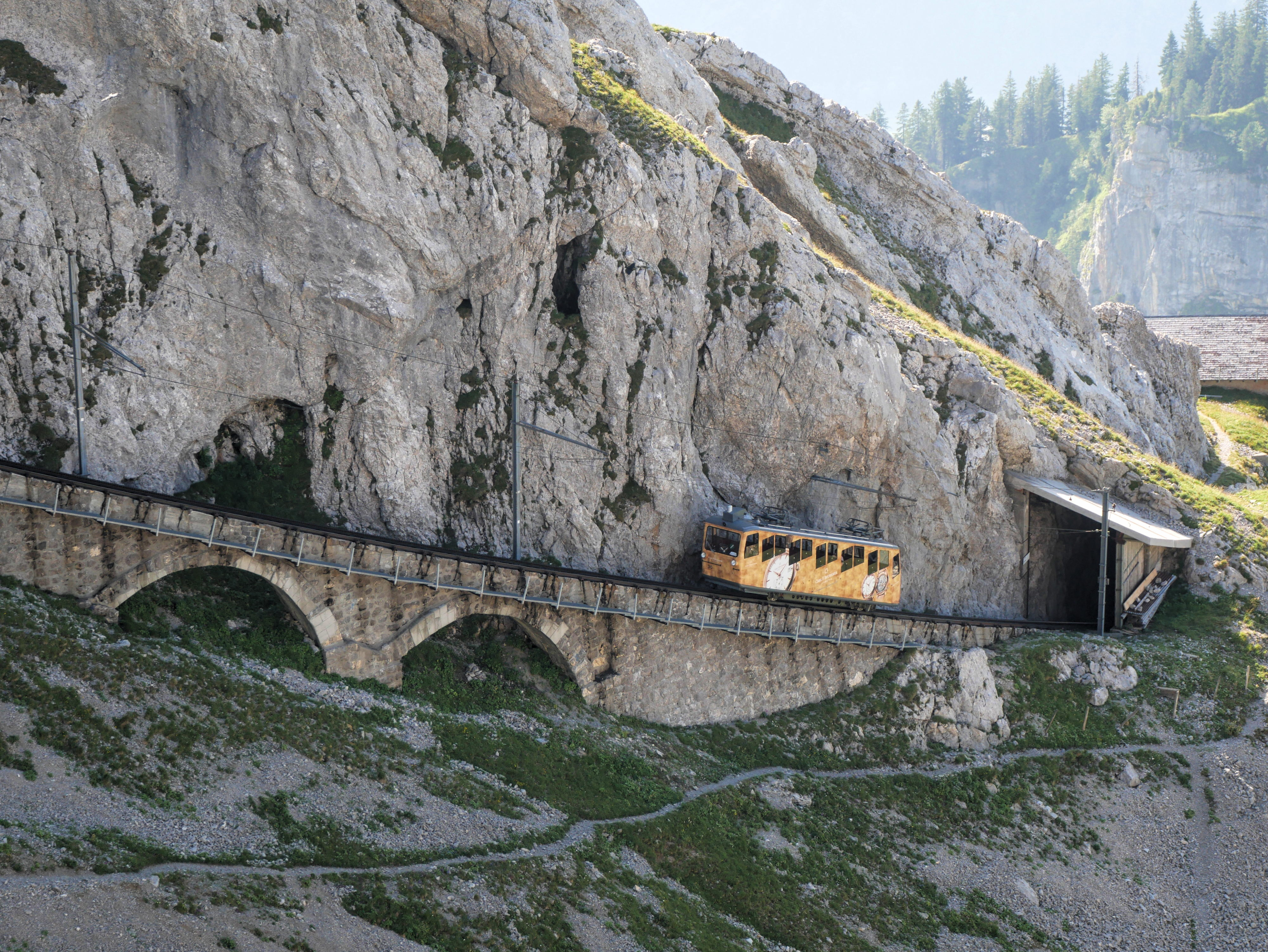
Bhe 1/2 30 oberhalb des Fleimentunnels
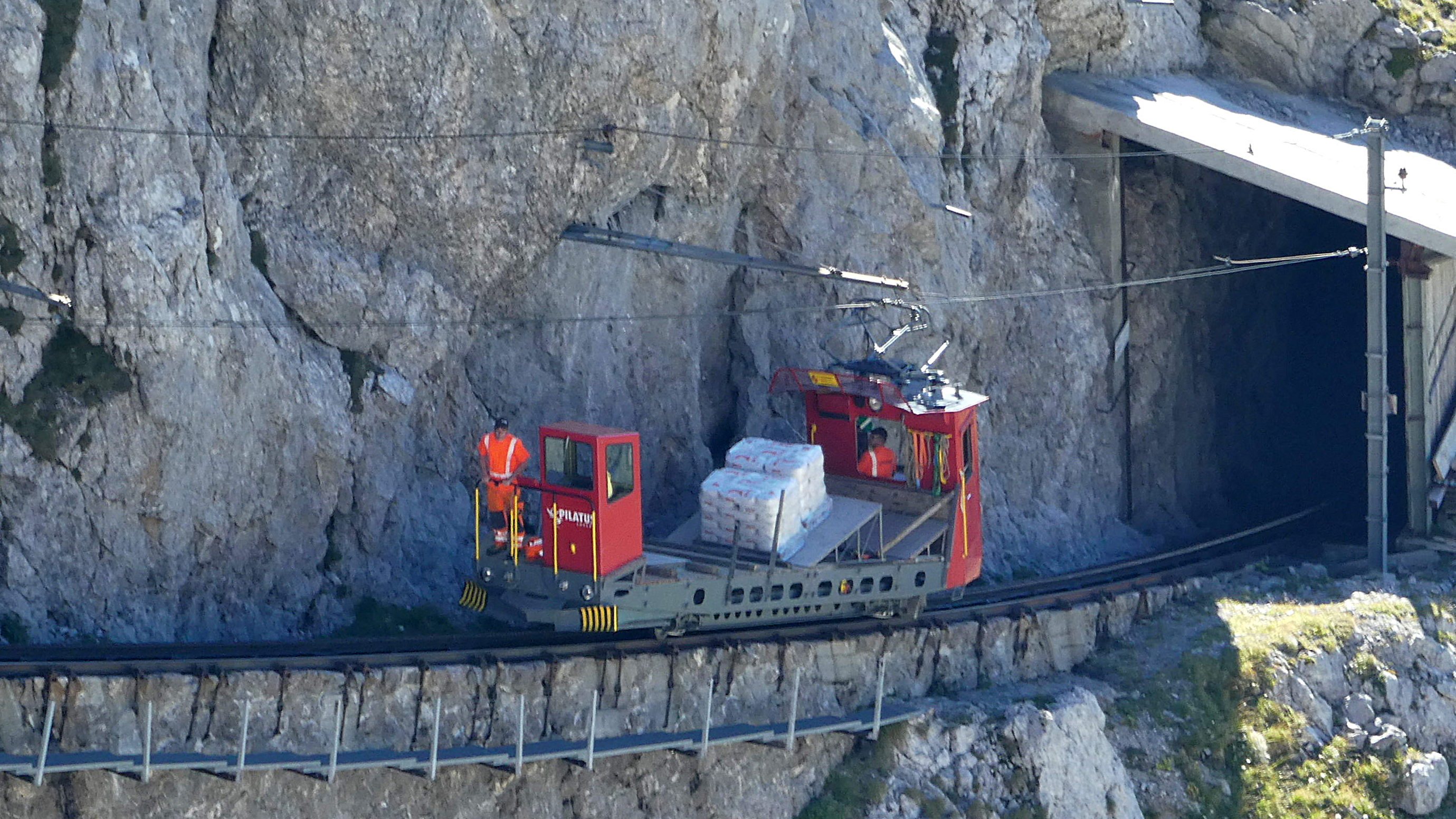
Gütertriebwagen Ohe 1/2 31
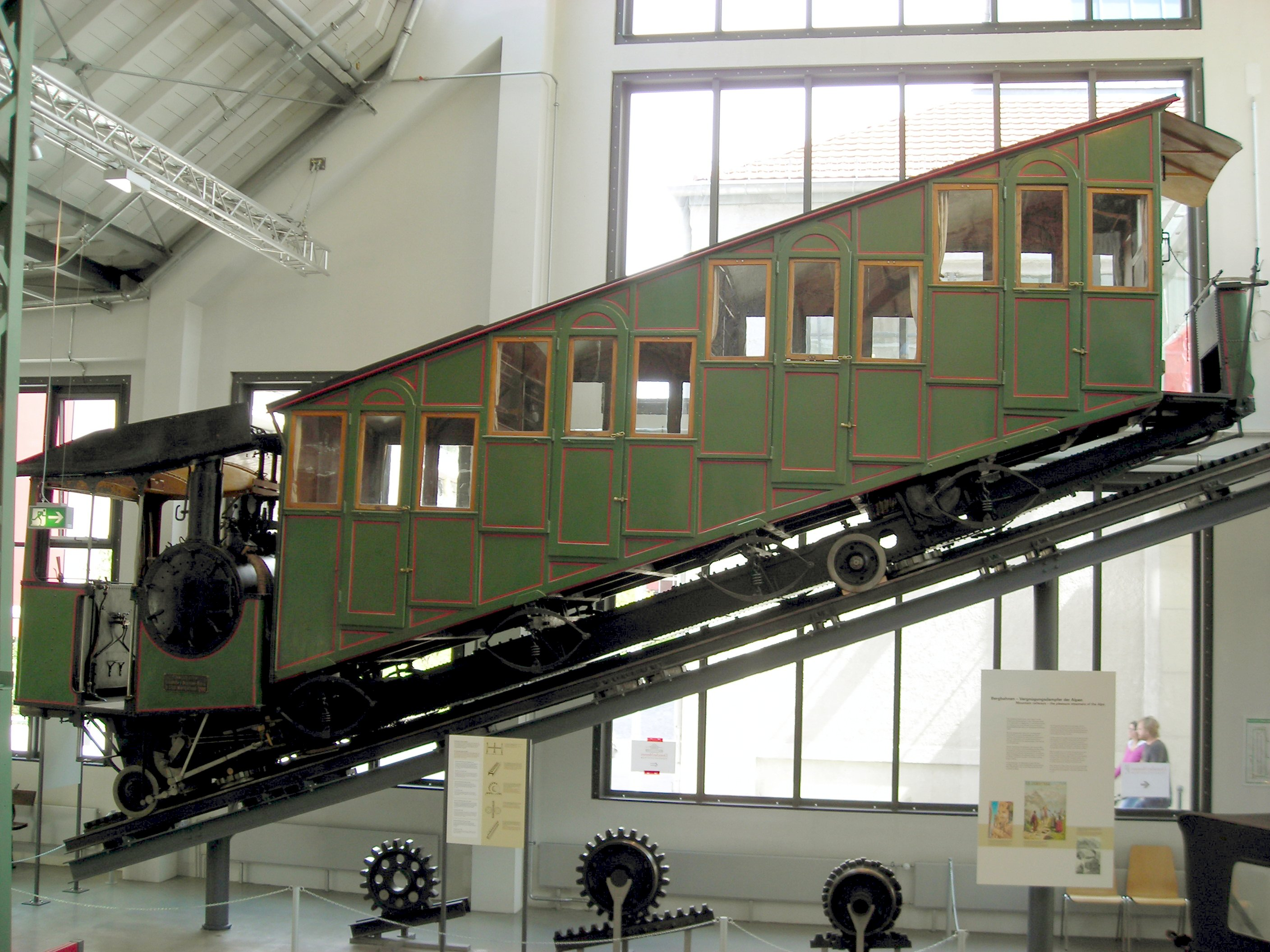
Erhaltener Triebwagen Nummer 10 im Deutschen Museum München